# Linnea Torstenson
Linnea Marie Torstenson (Stockholm, 1983. március 30. –) svéd válogatott kézilabdázó, balátlövő. Utolsó klubja a román CSM București volt, mielőtt visszavonult volna.

## Pályafutása
Torstenson a Skövde HF csapatával 2008-ban megnyerte a svéd bajnokságot, majd a következő szezontól külföldi csapatokban játszott. Előbb Dániában az Aalborg DH-nál játszott, majd két szezont töltött az akkor főleg tehetséges fiatalokból álló, egyre erősebbé váló FC Midtjylland Håndbold csapatában. Ezzel a csapattal megnyerte a dán bajnokságot. Játszott szlovéniában az RK Krim Ljubljanában, és szlovén bajnok is lett, majd miután a klubnak pénzügyi nehézségei adódtak, még a szezon közben a dán Viborg HK-hoz igazolt. A pénzügyi válság azonban ezt a dán klubot is elérte, így a 2014-es szezon végén távozott, és azóta a román CSM București játékosa. A román bajnoki címek mellett 2016-ban megszerezte a Női EHF-bajnokok ligája trófeáját is.
Részt vett három olimpián, 2008-ban Pekingben és 2016-ban Rioban a negyeddöntőig jutott a svéd válogatott, 2012-ben Londonban pedig a csoportkörben búcsúzott. Válogatott szinten a legsikeresebb tornája a 2010-es Európa-bajnokság volt, ahol ezüstérmet szerzett csapatával, és Torstensont megválasztották a torna legértékesebb játékosának. Ezen kívül még egyszer, a 2014-es Európa-bajnokságon tudott érmet nyerni a válogatottal, ott bronzérmes lett.

## Sikerei
- EHF-bajnokok ligája győztese: 2016
- EHF-kupagyőztesek Európa-kupája győztes: 2014
- EHF-kupa győztes: 2011
- Svéd bajnokság győztese: 2008
- Dán bajnokság győztese: 2011, 2014
- Szlovén bajnokság győztese: 2013
- Román bajnokság győztese: 2015, 2016
- Európa-bajnokság ezüstérmese: 2010
  - bronzérmes: 2014